# Peperomia punctatilamina
Peperomia punctatilamina är en pepparväxtart som beskrevs av Trel. & Yunck.. Peperomia punctatilamina ingår i släktet peperomior, och familjen pepparväxter. Inga underarter finns listade i Catalogue of Life.